# Sculpture de brouillard no 08025 (F.O.G.)
Sculpture de brouillard no 08025 (F.O.G.) est une sculpture gazeuse de Fujiko Nakaya située dans le Musée Guggenheim à Bilbao, en Espagne.